# Synagoga Garbarska w Szydłowcu
Synagoga Garbarska w Szydłowcu – synagoga znajdująca się w Szydłowcu, przy ulicy Garbarskiej 3 na Pradze.
Synagoga została zbudowana w 1730 roku dla żydowskich robotników pracujących w miejscowej garbarni oraz rodziny Ajzenbergów, którzy byli właścicielami owej garbarni. Podczas II wojny światowej, hitlerowcy zdewastowali synagogę. Po zakończeniu wojny budynek synagogi przez wiele lat stał opuszczony, w kolejnych latach mieściła się w nim świetlica spółdzielni garbarskiej „ASCO”, następnie sala konferencyjna, a obecnie lokal gastronomiczny. Do zachodniej ściany dobudowano obiekt, w którym znajduje się scena.
Murowany budynek synagogi wzniesiono na planie prostokąta w stylu barokowo-klasycystycznym. Obecnie z oryginalnego kształtu synagogi pozostała tylko ściana frontowa oraz mocno zaniedbany ganek z zachowanymi po części malowidłami przedstawiającymi butelkę wina, paterę z owocami, gwiazdę Dawida oraz mało czytelny hebrajski napis. Reszta budynku została gruntownie przebudowana.